# Melamprosops phaeosoma
El po'ouli (Melamprosops phaeosoma) es una especie extinta de ave paseriforme endémica del archipiélago de Hawaii. Es la única especie del género Melamprosops.  El nombre vernáculo, poʻouli, significa 'cabeza negra' y se refiera a su marca característica, una máscara negra. Desde 2004 no se han observado ejemplares vivos y desde 2019 la especie está considerada extinta por la Unión Internacional para la Conservación de la Naturaleza.
El po'o-uli fue descubierto en 1973 en las pendientes de nororientales de Haleakala en la isla de Maui. Se alimentaba sobre todo de caracoles, insectos, y arañas y anidaba en los bosques endémicos de 'ohi'a.
El abrupto declive de la población se cree fue debido a varios factores entre ellos, la pérdida del hábitat, las nuevas enfermedades transmitidas por mosquitos, los nuevos depredadores (cerdos, ratas, gatos y mangostas) así como el declive de los caracoles arbóreos nativos en los que los po'ouli basaban su alimentación. 
En 2002, se capturó una hembra y se llevó a una zona en la que se encontraba un macho en un intento de que criaran. Sin embargo, la hembra volvió a su propio nido, a una milla y media de distancia, al día siguiente. Para abril de 2004 se planeó una expedición para capturar las tres aves restantes para llevarlas a un centro de conservación en la isla e intentar su reproducción. 
El 9 de septiembre de 2004, un po'o-uli macho fue capturado y llevado al Maui Bird Conservation Center en Olinda, en un intento de conseguir la reproducción en cautividad. Sin embargo, los biólogos no consiguieron encontrar una compañera antes de que muriera de malaria aviar el 28 de noviembre de 2004. Los biólogos buscan ahora las dos aves restantes, que no han sido avistadas en más de un año. No ha nacido un polluelo de po'ouli en años. Se han conservado muestras de tejido para una posible futura clonación que es la única esperanza posible de la especie, una esperanza vaga ya que no existirían aves para enseñar a los clones el comportamiento en su hábitat natural.